# Алёшино (Рамешковский район)
Алёшино (карел.  Ol’oššova) — деревня в Рамешковском районе Тверской области. По данным переписи 2002 года население — 221 житель. Административный центр сельского поселения Алёшино, образованного в 2005 году.
Расположена в 25 километрах к востоку от районного центра Рамешки, на автодороге «Ильино—Буйлово—Киверичи». На север от деревни идет автодорога «Алёшино—Диево», на юг «Алёшино—Устюги». К востоку от деревни протекает река Ивица, левый приток Медведицы.

## История
В писцовой книге 1627—1629 гг. говорится, что «… в порозжих землях Каменского стана, что преж сего были в поместьях… даровское поместье Шептицкого, а после было за детьми его за Борисом да за Данилом… пустошь Олешино». По преданию, карелы переселились сюда в 1630-е годы из Олонецкой земли. В XVIII в. Алёшино и окрестные земли входили в «Великого Государя дворцовую карельскую волость Ивицкой нижней половины» (центр — с.Селище-Диево), затем перешли в разряд удельных владений. С образованием Тверской губернии Алешино входило в Бежецкий уезд.
- В 1859 г. в карельской удельной деревне Алешино 28 дворов, 320 жителей.
- В 1870 г. основана Алешинская земская школа.
- В 1887 г. в д. Алешино одноименной волости Буйловского прихода 73 двора, 391 житель (180 м.п. и 211 ж.п.). Грамоту знали 30 мужчин и 4 женщины, учились 8 мальчиков и девочка. На военной службе находилось 5 человек. Шестеро мужчин находились на отхожем промысле в Твери и Петербурге.
- В 1901 г. — 63 двора, 456 жителей.
- В 1917 г. в д. Алёшино проживало 559 жителей, в том числе карел — 544.
- В 1918 г. образован Алёшинский сельский Совет.
- В 1929 г. д. Алёшино вошла в состав Рамешковского района.
- В 1931 г. организован колхоз «3-й год первой пятилетки».
- В 1936 г. в д. Алёшино 114 хозяйств, население — 477 человек, в том числе в колхозе — 86 хозяйств, 372 человека. Имелись изба-читальня, школа I ступени на карельском языке, валяльная мастерская, кузница, МТС.
- В 1941-45 гг. на войне погиб 41 житель деревни.

- В 1950 г. образован укрупненный колхоз «Родина».
- В 1970-е годы к западу от деревни построена центральная усадьба колхоза, средняя школа, клуб, библиотека, жилые дома.
- В 1999 г. в 96 домах постоянно проживали 265 человек, 15 домов принадлежали дачникам.
- В 2002 г.(перепись) — 221 житель.
- В 2008 г. — 195 жителей.

Рядом с д. Алёшино находится село Буйлово с Богоявленской церковью 1802 г. постройки.